# Anastatus biproruli
Anastatus biproruli är en stekelart som först beskrevs av Girault 1925.  Anastatus biproruli ingår i släktet Anastatus och familjen hoppglanssteklar. Inga underarter finns listade i Catalogue of Life.